# Бирмингемская библиотека

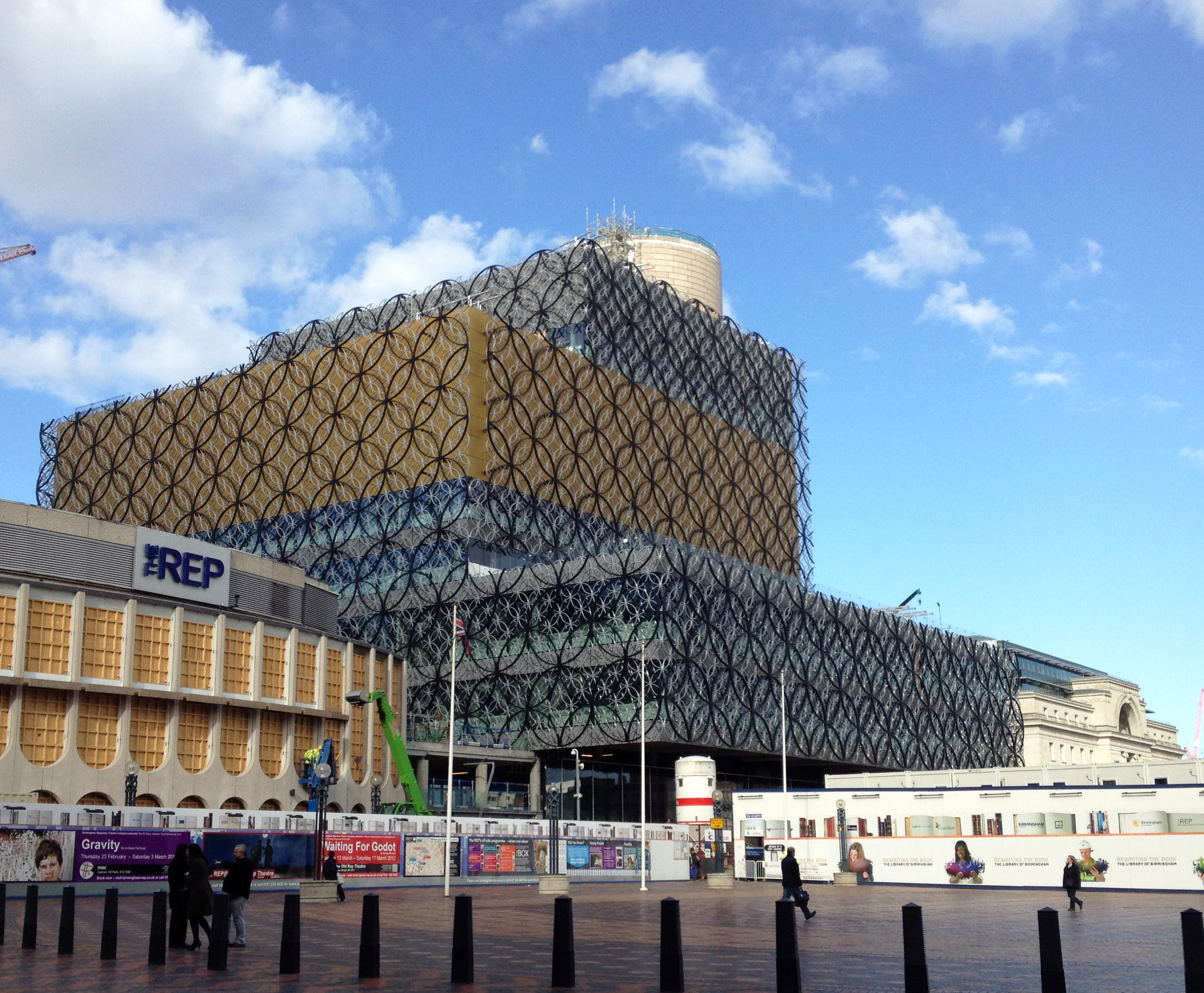
Бирмингемская библиотека, март 2012

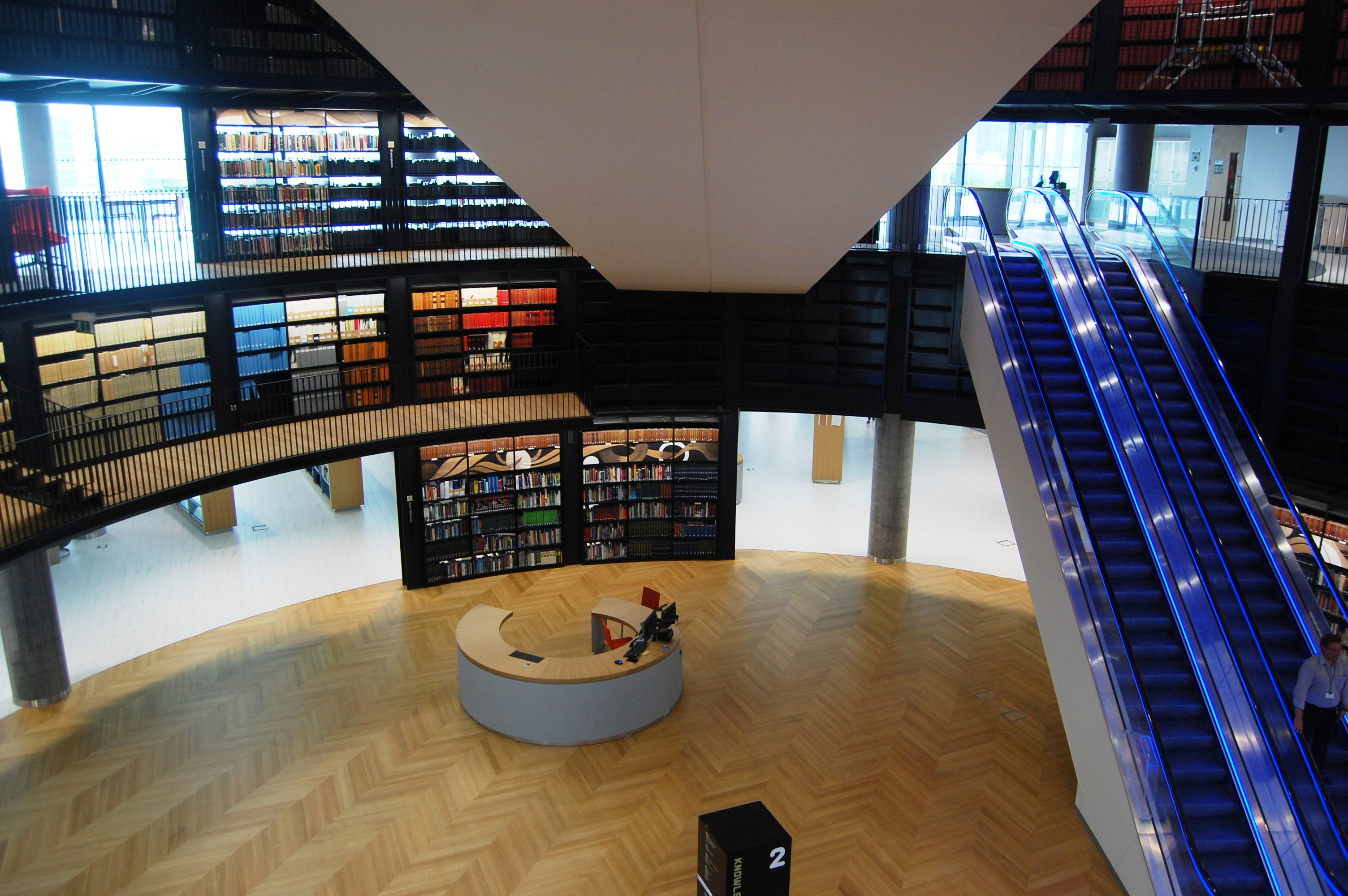
Интерьер библиотеки, 2013

Бирмингемская библиотека — публичная библиотека Бирмингема в Англии. Расположена в западной части сити. После открытия 3 сентября 2013 года заменила Центральную библиотеку Бирмингема. По оценкам стоимость библиотеки составляет 188 800 000 фунтов. Библиотека рассматривается советом города в качестве флагманского проекта реконструкции Бирмингема. Бирмингемскую библиотеку называют самой крупной публичной библиотекой в Великобритании, крупнейшим культурным пространством в Европе, и одной из крупнейших региональных библиотек Европы. Вместимость учреждения составляет до трёх тысяч человек. Здание библиотеки было спроектировано голландским архитектором Франсин Хаубен и её архитектурным бюро Mecanoo. Фасад строения практически полностью остеклён, кроме верхних этажей отведённых под архив, стены которого покрыты золотистым анодированным алюминием. За первый год работы в библиотеке побывало около 2 700 000 человек, из которых большинство — это туристы.

## Примечания

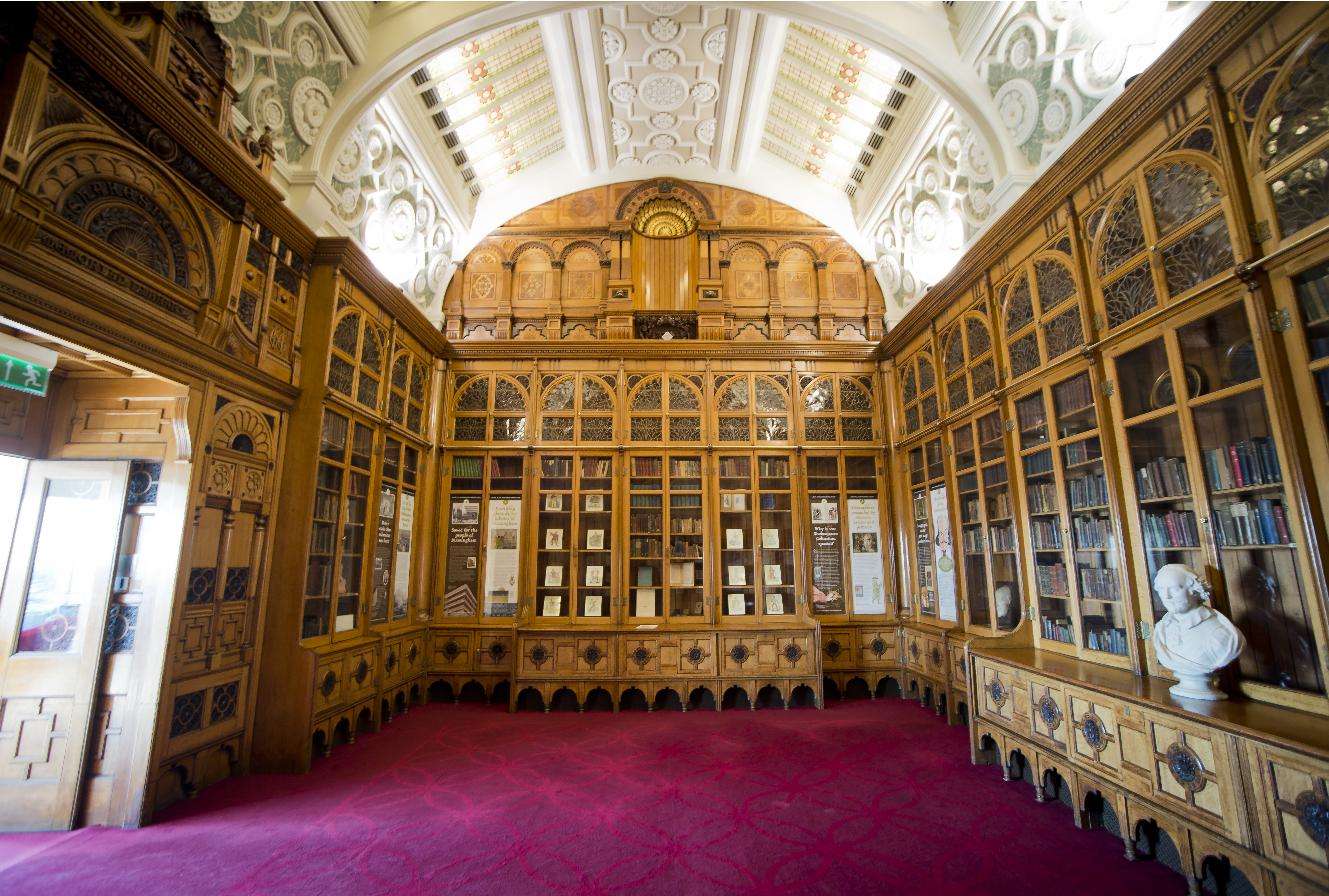
Мемориальная комната Шекспира